# Centraal-Nieuw-Guinea-expeditie
De Centraal-Nieuw-Guinea-Expeditie (1920-1922) was een Nederlandse wetenschappelijke expeditie die een poging deed om vanaf de noordkust van het eiland de met eeuwige sneeuw bedekte Wilhelminatop in het Centrale Bergland van Nederlands-Nieuw-Guinea te bereiken. De expeditie werd georganiseerd en gefinancierd door het Indisch Comité voor Wetenschappelijke Onderzoekingen.

## Doel
Het bredere doel van de expeditie was het wetenschappelijk onderzoek van het gebied tussen de Idenburg en de centrale bergkam, de "ruggengraat" van Nieuw-Guinea. Vanuit het zuiden waren al tussen 1907 en 1913 drie expedities met als eindpunt de Wilhelminatop het diepe binnenland ingetrokken: de Eerste, Tweede en Derde Zuid-Nieuw-Guinea-expeditie, waarvan de tweede de sneeuwvelden aan de voet van de top en de derde de top zelf bereikte. De Centraal-Nieuw-Guinea-expeditie die de doorkruising van Nieuw-Guinea van noord tot zuid compleet moest maken, had een langere tocht voor de boeg daar de afstand van de noordkust tot het beoogde doel groter was dan die vanaf de zuidkust. Maar daar het grootste deel van het te volgen traject al in 1914 in kaart was gebracht door een militaire expeditie onder leiding van de officier Ludolph Doorman, werd de onzekerheid over wat men onderweg zou aantreffen of beleven danig gereduceerd. Desondanks werd besloten om aan de wetenschappelijke expeditie een militaire voorexpeditie vooraf te laten gaan die tot taak had het terrein nogmaals grondig te verkennen, bivaks te bouwen en voorraden landinwaarts te transporteren. Zes maanden daarna zou het wetenschappelijk team volgen dat dan geen vertraging zou hoeven ondervinden door het zware werk onderweg.

## Deelnemers
De voorexpeditie stond onder leiding van de kapitein van de Generale Staf  A.J.A. van Overeem, met als zijn rechterhand overste J. Kremer die getraind was in meteorologische waarnemingen en astronomische plaatsbepalingen. Onder de vijf overige officieren bevonden zich twee officieren van gezondheid, waaronder H.J.T. Bijlmer, die voor het eerst in Nieuw-Guinea was en later zelf nog als leider van een wetenschappelijke expeditie in Nieuw-Guinea zou optreden. Het enige niet-militaire staflid was J. Jongejans, controleur van een gouvernementsdistrict op Borneo, die met honderd door hemzelf aangeworven Dajaks - onvolprezen woudlopers, kanovaarders en huizenbouwers - naar Nieuw-Guinea kwam. Honderd Indonesische militairen en honderd dwangarbeiders die als dragers mee moesten completeerden het gezelschap dat zich maandenlang in het binnenland zou ophouden.
De wetenschappelijke onderzoekers die later zouden volgen en zich bij de eerste groep zouden voegen waren de geoloog P.F. Hubrecht, die ook aan de Derde Zuid-Nieuw-Guinea-expeditie had deelgenomen, de zoöloog W.C. van Heurn en de botanicus H.J. Lam. Mocht men op onbekende bevolkingsgroepen stuiten, hetgeen werd verwacht, dan zou Jongejans het etnografisch en Bijlmer het fysisch-antropologisch onderzoek voor hun rekening nemen.

## Verloop van de Expeditie

Gouvernementsstomer Albatros

Op 15 januari scheepte de voorexpeditie zich in te Soerabaja op de gouvernementsstomers Albatros en Deneb. Er voer ook een kleinere motorboot mee. Via Makassar, Ambon en Manokwari kwamen ze op 2 februari aan bij de monding van de Mamberamo, de grootste rivier in het noorden die opgevaren zou worden. De eerste dagen liepen beide schepen in de rivierbodem vast en moest er gerepareerd worden en gewacht op hoog water. Op 7 februari ging men voor het eerst van boord op de plaats waar Pionierbivak had gelegen, een bivak dat jaren daarvoor was opgebouwd door militairen. Men trof er nog drie achtergelaten marinesloepen aan, ijzeren vaten en een massa lege petroleumblikken. De beide expeditieschepen gingen terug en een paar dagen later arriveerde met een ander schip Jongejans en zijn Dajaks. Het oude bivak, waarvan vrijwel niets meer over was, werd opnieuw opgebouwd en de Dajaks hakten een twintigtal boomstamkano's uit waarmee de tocht over de rivier vervolgd moest worden, een klus die een aantal weken vergde. In die periode stierven in Pionierbivak twee dwangarbeiders en een Dajak aan griep, die het halve kampement voor een paar dagen aan het bed kluisterde.
Op 20 maart vertrok een voorhoede, bestaande uit Van Overeem, Kremer, Jongejans en een van de legerartsen in de motorboot stroomopwaarts, vergezeld van een Dayakvloot en twintig militairen. Na een moeilijk traject vol stroomversnellingen en rotsdrempels kwam men in rustiger vaarwater, wel met achterlating van de motorboot die nog ruim een maand klem zou zitten tussen de rotsblokken in het kolkende water. Bataviabivak, ook een oude militaire pleisterplaats, werd bereikt en opnieuw opgebouwd. Tussen de beide bivaks konden nu door de Dajaks geregeld prauwtransporten worden onderhouden. Men verbleef nu intussen op de Meervlakte, een groot laagland waar de nu rustig stromende Mamberamo ontstaat door de samenvloeiing van de Van der Willigen-rivier en de Idenburg. Een kleine week later arriveerden Hubrecht en Lam in Bataviabivak. Het was inmiddels 11 augustus, de dag daarop begon de reis door de Meervlakte, bestaande uit de motorboot die twee gekoppelde grote laadprauwen achter zich aan sleepte. Het was inmiddels meer dan een half jaar geleden sinds de Mamberamo was opgevaren. Men kon dezelfde dag nog een klein nachtbivak opbouwen aan de oevers van de Idenburg, die "zich kalm en statig door het vlakke land slingerde". Het laatste grote bivak dat een paar dagen later werd bereikt was Prauwenbivak, dat in bergachtig gebied lag en volgens expeditieverslagen leek op een Europees gehucht in het wilde land. In Prauwenbivak werd voor het eerst tijdens een expeditie in Nieuw-Guinea een "telegraafkantoor" ingericht, een nieuwe vinding in die dagen.
Van Prauwenbivak ging de tocht verder over land. Dit geschiedde met kleine groepen, een explorerende voorhoede was alweer eerder vertrokken. Inmiddels was door de expeditieleider  besloten dat de Wilhelminatop niet langer het einddoel kon zijn bij gebrek aan voldoende draagkrachten. Een grote, waarschijnlijk bewoonde vallei - destijds door Doorman al vanuit de verte waargenomen - zou het eindpunt van de expeditie worden. Op 18 oktober betrad men voor het eerst terra incognita, op weg naar de vallei die na vijf dagen klauteren en vooral afdalend (het terrein was nu weer bergachtig en bebost) werd bereikt.
Het dal en de rivier die erdoorheen stroomde werden door Van Overeem Swart-vallei en Swart-rivier gedoopt, naar de Atjeh-veteraan luitenant-generaal Swart, voorzitter van het Indisch Comité dat de expeditie op touw had gezet.

## Onbekende Berg-Papoea's
De Swart-vallei bleek dichtbevolkt met Papoea's van klein postuur. Ze zagen voor het eerst van hun leven blanken. De begroeting was rustig en hartelijk. Tot verwondering van de Europese expeditieleden staken de Papoea's ter verwelkoming hun rechterhand naar voren om die te laten schudden. Over en weer werden geschenken aangeboden en de expeditieleden konden ongehinderd hun kampement bouwen dicht bij een van de kleine inheemse dorpen. De bewoners van de Swart-vallei bleken kundige tuinbouwers. Ze verbouwden suikerriet, zoete aardappelen, taro en bananen in ordentelijke percelen die tegen de wroetende varkens met omheiningen waren afgezet. Daartussen liepen schone paden. De woningen, bestaande uit ronde houten hutten met een kegelvormig dak, stonden in groepjes van vijf of zes bij elkaar. Er heerste orde en vrede, en dit werd in de expeditierapporten breed uitgemeten daar men over het algemeen in Nieuw-Guinea wel anders gewend was. Deze mensen uit het stenen tijdperk waren geen 'wilden' of 'primitieven': 'hun welkomstgroet, hun afscheidszang, hun gastvrijheid, hun mededeelzaamheid, in één woord, hun innemende manieren, deden ons geheel onder menschen voelen', aldus Bijlmer.

## De terugtocht
Na een verblijf van zes aangename weken begon men aan de terugtocht, mede ook genoodzaakt door het opraken van proviand. Op 27 november bereikte men weer de Doormantop, op 5 december waren allen weer verenigd in Prauwenbivak, van waaruit men via de Mamberamo weer naar de kust toog.

## De vervolgexpeditie
Ondanks het feit dat de voorexpeditie een witte vlek op de kaart had ingevuld en een onbekende bevolkingsgroep had onderzocht - men kwam thuis met volkenkundige observaties, antropologische metingen, een aanzienlijke verzameling etnografische voorwerpen en honderden foto's - werd de onderneming toch niet als geheel geslaagd beschouwd omdat de Wilhelminatop niet was beklommen.
Daartoe werd in juni 1921 een vervolgexpeditie uitgerust die onder leiding stond van Kremer. Een aantal officieren van de voorexpeditie was weer van de partij, evenals de geoloog Hubrecht. De meeste wetenschappers zoals Bijlmer, Lam, Van Heurn en ook de bestuursambtenaar Jongejans participeerden ditmaal niet. Wel voegde in Pionierbivak de Zwitserse cultureel-antropoloog Paul Wirz zich bij het gezelschap. Door zijn rijke veldwerkervaring elders in Nieuw-Guinea had hij van het Indisch Comité toestemming gekregen als wetenschappelijk onderzoeker deel te nemen. Wirz was daarmee de eerste professionele volkenkundige die met een expeditie in Nederlands-Nieuw-Guinea meeging.
Met nieuwe militairen, nieuwe Dajaks en meer dragers werd hetzelfde traject langs de oude grote bivaks - waarvan sommige bemand waren gebleven - weer afgelegd tot een geselecteerde groep via de Swart-vallei op weg kon gaan naar de centrale bergkammen. Het grootste aantal van de expeditiegangers bleef de bivaks bemannen; Wirz bleef voor zijn onderzoek naar de Papoeacultuur in de vallei. Na een zware tocht van 90 kilometer door het hooggebergte werd op 4 december de Wilhelminatop bereikt door overste Kremer, dr. Hubrecht, kapitein van Arkel, luitenant Drost, de Ambonese verkenner Mairuku, 22 Dajaks en 4 dwangarbeiders. Hubrecht stond nu voor de tweede keer op de besneeuwde top van de berg. Op 15 januari was iedereen weer in Pionierbivak verenigd om naar Java terug te keren.
Hiermee was de Centraal-Nieuw-Guinea-expeditie - in feite bestaande uit twee afzonderlijke tochten - alsnog tot een succesvol einde gebracht. De verhandeling die Wirz zou schrijven over de Berg-Papoea's van de Swart-vallei was de eerste uitgebreide vakstudie van een berglandcultuur in Nieuw-Guinea. Later zou hij nog over zijn onderzoek en bevindingen publiceren voor een breder lezerspubliek.